# Augusto Martins
Augusto Martins é um cantor e compositor de música popular brasileira. Começou a estudar violão aos 11 anos, piano aos 18 e depois pandeiro, e também estudou canto. Tentou até trilhar outro caminho, graduando-se em medicina pela Universidade Federal Fluminense, mas a música acabou por prevalecer. Começou a carreira cantando em casas noturnas e festivais estudantis no Rio de Janeiro. Com timbre de voz grave, mistura o suingue das rodas de samba com o classicismo das aulas de canto.

## Álbuns
• Disco (2024) Coisas guardadas pra te dar – Luiz Carlos da Vila inédito (com Cláudio Jorge)
• Disco (2024) Minhas Digitais (com produção de Moacyr Luz)
• CD (2017) Piano, Voz e Jobim (com Paulo Malgatuti Pauleira) • Selo Mills Records
• CD (2016) Ismael Silva: uma escola de samba (com Cláudio Jorge) • Selo Mills Records
• CD (2013) Violão, Voz e Zé Keti (com Marcel Powell) • Kuarup Discos
• CD (2012) Felizes trópicos (com Orquestra Criôla) • Gravadora Fina Flor 
• CD (2012) Homenagens Velha Guarda da Mangueira  Volume 2 (participação) • Selo JM Gravações
• CD (2011) Samba Popular Brasileiro - SPB • Selo Mills Records 
• CD( 2007) MPB - Samba e Suingue - Volume 1 • Dabliú Discos 
• CD (2007) Sambas - Coletânea Fina-Flor • Fina-Flor/Rob Digital 
• CD (2007) No meio da banda • Gravadora Fina-Flor 
• CD (2005) MPB from Dabliú - Fitnest Brasilian Samba / Pops Collection • Ward Records 
• CD (2005) Bossa nova from Dabliú - Sounthern Breezin’s Bossa Collection • Ward Records 
• CD (2005) Açaí - Music Supplement form Brasil • Word Music Airlines/Japão 
• CD (2003) Samba - Le Meilleur Du Brésil • Dabliú/Aladin - LeMusicien 
• CD (2002) Samba Brazil - International Music Series
• CD (2001) Augusto Martins canta Djavan • Dabliú Discos 
• CD (1999) Velha-Guarda da Mangueira e convidados • Nikita Music 
• CD (1998) Gema do novo • Musical FM 
• CD (1998) Novo canto - Volume 3 • JB FM 
• CD (1997) Augusto Martins • Dabliú/Eldorado